# Zâmbetul
Zâmbetul este un film românesc din 2014 regizat de Constantin Mustețea.